# 李袞

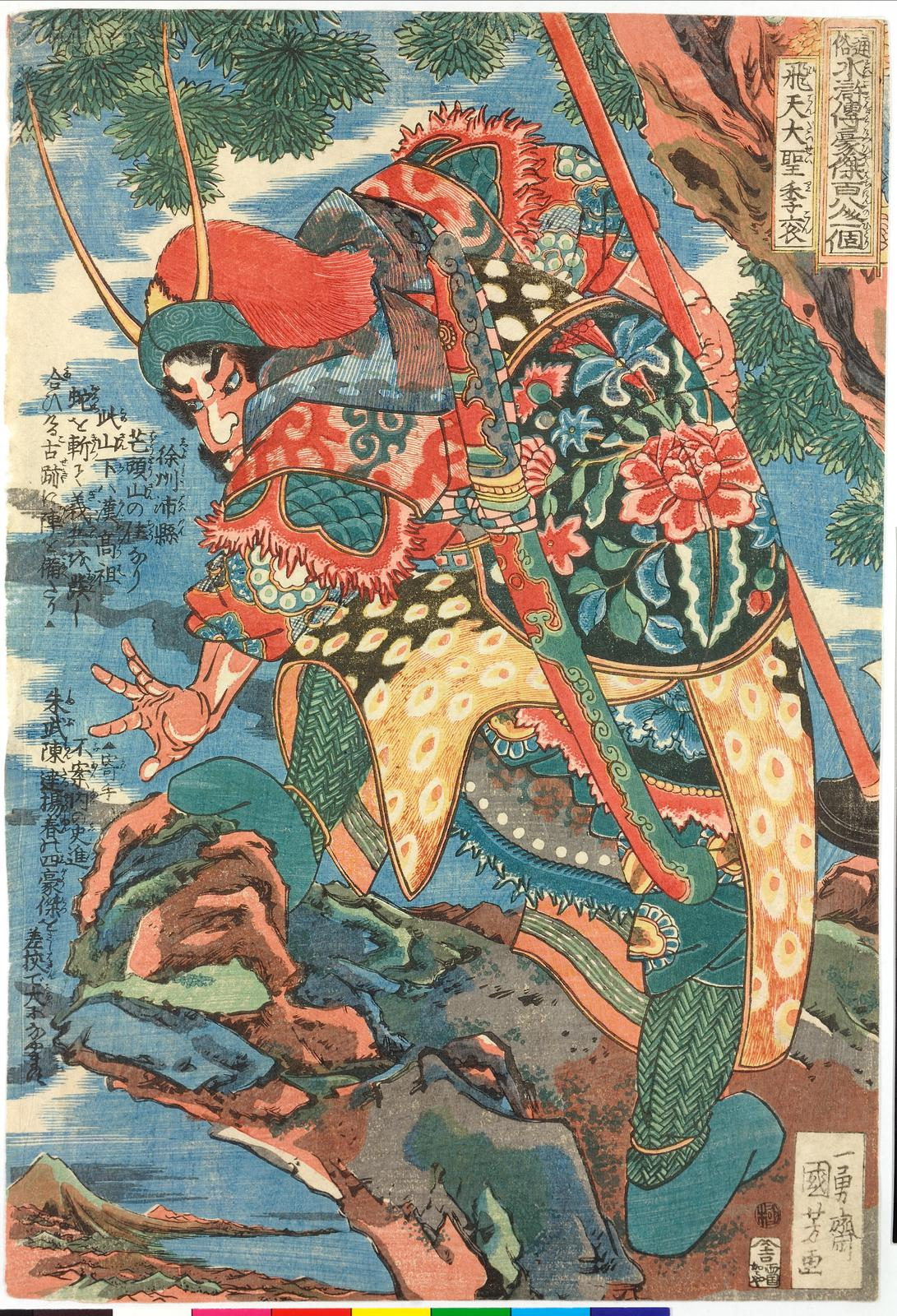
李袞

李 袞（り こん）は、中国の小説で四大奇書の一つである『水滸伝』の登場人物。
梁山泊第六十五位の好漢。地走星の生まれ変わり。渾名は飛天大聖（ひてんたいせい）で、民間信仰に登場する神のこと。項充と同じく団牌（円形の楯）の名手であり、百歩先の的に狙って投げれば百発百中という標槍（投げ槍）の腕前を持つ。戦場では遠くの敵には背に差した24本の標鎗を投じ、接近戦となれば右手に持った飛剣を用いる。梁山泊と芒碭山（ぼうとうざん）の間で争ったときは、攻め上ってきた史進、朱武らを撃退した。

## 生涯
樊瑞、項充らと共に、芒碭山の第三頭領として登場する。ある時、勢力拡大の為に梁山泊併呑を画策していた芒碭山の動きが梁山泊に察知され、すぐさま梁山泊から史進ら四人の頭領が攻めかかって来た。芒碭山側も負けじと李袞と項充が手下を率いて寄せ手を迎え撃ち、第一波を撃退。それを受けて翌日、梁山泊から援軍が襲来することとなった。緒戦の勝利に士気高く、第一頭領・樊瑞の道術を頼みとする李袞と項充は構わず泊軍の真っ只中に突撃した。ところが辺りは暗闇に包まれ、退却しようにも道が見つからない。そうこうする内に李袞たちは落とし穴に誘い込まれ、そのまま捕縛されてしまう。なんと、泊軍の援軍にはかの羅真人の一番弟子公孫勝がいたのだった。もう殺されるものと観念した二人は宋江の前に引き出されるが、宋江は自らその縄を解き、非礼をわびた後に梁山泊への仲間入りを勧めた。感激した二人はすぐさま山に戻り、山寨に一人残っている樊瑞を説得し、揃って梁山泊へと入山した。
百八星集結後は歩兵軍将校に任じられ、戦場では李逵、鮑旭、項充、李袞で四人組を組み、多数の戦場で活躍した。
李袞の最期は、方臘討伐の睦州城攻略戦だった。先の戦いで鮑旭が欠けた李逵一行は、逃げる鄭彪を追って谷川を渡ろうとするが、途中で李袞は川の深みにはまって転倒。そこへ方臘軍に雨霰と矢を浴びせかけられ、そのまま力尽きた。